# Орловка (Калининградская область)
Орловка — посёлок в Гурьевском городском округе Калининградской области. Входит в состав Кутузовского сельского поселения. Через посёлок ходит автобус 114 "Калининград-Зеленоградск".

## Население
| 2002 | 2010 |
| ---- | ---- |
| 557  | ↗619 |